# Koh Ker
Koh Ker é um sítio arqueológico de um assentamento urbano real e sagrado do Império Quemer, localizado na província de Preah Vihear, no Camboja. A cidade foi fundada pelo rei Jaiavarmã IV, e serviu como capital do império entre os anos de 921 e 944 d.C. Em 2023, foi declarado como Patrimônio Mundial pela Organização das Nações Unidas para a Educação, Ciência e Cultura (UNESCO).

## História
Através de teste de radiocarbono e cerâmicas encontradas no local, verificou-se que no século VI d.C., entre o período Funan e Chenla, já exista um pequeno assentamento no local.
Durante o Império Quener, no ano de 921 d.C., Jaiavarmã IV fundou a cidade para servir de nova capital do império, a 80 km da antiga capital Angkor. Jaiavarmã IV a denominou de Lingapura (A cidade de Lingas); e, na língua Quemer, Chok Gargyar (Koki, a árvore de madeira de ferro). Em 941, seu filho Harshavarman II assumiu o poder e fez pequenos acréscimos na cidade. Com a morte de Harshavarman II em 944 d.C., seu primo Rajendravarman II subiu ao trono, e o novo rei mudou-se com sua corte para Angkor, renomeando novamente como a capital do império. Mesmo após ter mudado a capital do império, Rajendravarman II contribuiu com algumas construções em Koh Ker. No século XV, após a queda do império Quemer, a cidade foi abandonada.
As ruínas da cidade foram descoberta por Louis Delaporte, em 1873. Um estudo mais elaborado foi feito por Henri Parmentier, entre 1929 e 1930; com a publicação de seu trabalho em 1939. Parmentier produziu um mapa detalhado do sítio, e descrições e interpretações dos templos. Entre 2006 e 2007, as primeiras escavações científicas modernas foram realizadas, administradas pela Autoridade Nacional de Apsara.
Nos dias atuais, Koh Ker ainda é sagrado para os locais, onde costumam celebrar o Tun Satra e o Rei Elefante Branco.

## Arquitetura
O complexo foi planejado conforme o conceito de arquitetura Vastu Xastra. Com o layout inspirado na mandala Shiva Shakti, a cidade foi construída em seu centro, o Prasat Thom; à noroeste e sudeste, os lagos cerimoniais; ao sul, o ponto alto e o dique; e ao norte, as áreas abertas. A geometria da cidade possui alinhamento com os solstícios e outros calendários naturalistas importantes do Império Quemer.

## Estruturas
O sítio possui 127 estruturas arqueológicas, incluindo 76 templos. Algumas das principais estruturas são:
- Prasat Thom - Principal complexo sagrado do assentamento. Foi construído sobre um terraço, dividido em 3 grupos distintos alinhados em um mesmo eixo sudoeste/nordeste. No grupo 1 estão localizados 4 templos linga: Prasat Balang Cheung, Prasat Thnoeng, Prasat Andong Kuk, Prasat Sralau; e também há um tanque sagrado e um pedestal central, o Prasat Balang Tbong. No grupo 2 está localizado o Prasat Srut com uma praça central. E no grupo 3 estão localizados os templos Prasat Kuk, Prasat Kraham, Prasat Ruom, Prasat Prang e a tumba do Rei Elefante Branco.[1][5]

- Prasat Prang - é o templo principal do complexo de Prasat Thom, dedicado a Xiva na forma de Tribhuvaneshvara (Senhor do Mundo Tríplice). Foi construído em formato piramidal, com 7 degraus e medindo 35 metros de altura. No topo do templo ficava um pedestal para consagração de um grande Linga. O pedestal é decorado com divindades guardiãs com cabeças de animais.[1][3][5]
- Rahal - é um reservatório de água que fica no centro do complexo de Prasat Thom. Foi construído medindo 1.140 metros por 500 metros, e com saídas de água, feitas em laterita, no lado norte do reservatório. [1][2]
- Tumba do Rei Elefante Branco - é um monte artificial sagrado, com 22 metros de altura, localizado atrás de Prasat Prang. Nos dias atuais, continua sendo utilizado para cultuar o Rei Elefante Branco.[1][5]
- Prasat Ruom - é um pavilhão de templos e bibliotecas, cercado por um grande fosso e acessado através de uma calçada. É composto de um templo central com 8 estruturas em seu entorno, dividindo o mesmo terraço; em cada canto do pavilhão há 3 templos, e uma biblioteca em dois dos cantos. Há evidencias de murais pintados nas paredes internas do templo central e das 8 estruturas; e também há esculturas que retratam uma cena do julgamento dos mortos com estátuas colossais de Iama sentado no búfalo, de um corcunda, de Chitragupta, do rei Jaiavarmã IV, uma estátua não identificada, de Darma, Suria e Candra; e imagens de Kiratarjuniya, de Arjuna lutando com Xiva-Kirata, de Xiva, de Xiva cavalgando o Nandi; Xiva-Murti.[1]
- Prasat Kraham - este templo abrigou um Xiva dançante de 6 metros de altura, que estava sobre um pedestal ornado com um touro e leões esculpidos.[1]
- Prasat Kuk - é o quarto pavilhão de entrada da cidade. Foi construído em formato cruciforme, em arenito. No pórtico norte da sala sul há a inscrição "K. 824" e menções as doações feitas por servos à Trailokyadhipatishvara.[1]
- Prasat Srut - são dois edifícios construídos idênticos, com laterita e arenito, e decorações feitas em arenito. Há uma praça central, circundada por galeria nos quatro lados; as galerias possuem uma sala central, ligada a uma sala menor nas extremidades.[1]
- Prasat Chen - é um complexo cercado por um muro duplo, com 2 metros de altura em laterita. O complexo é composto por um templo construído entre 921 e 928 d.C, dedicado a Vishnu; 3 santuários voltados para o leste, construídos em formato quadrado em laterita; bibliotecas ao norte e ao sul do complexo, voltadas para o oeste, construídas em tijolos no formato retangular; atrás do templo, há uma gopura com 9 pedestais, e a retratação da última cena de Kurukshetra do Mahabharata.[1]
- Prasat Banteay Pir Choan - templo dedicado a Prajapati Ishvara ou Brama, construído em 937 d.C., um dos últimos templos a ser construído no final do reinado de Jaiavarmã IV. Foi construído com um andar falso, abóboda e um tambor vertical.[1]

## Galeria de fotos

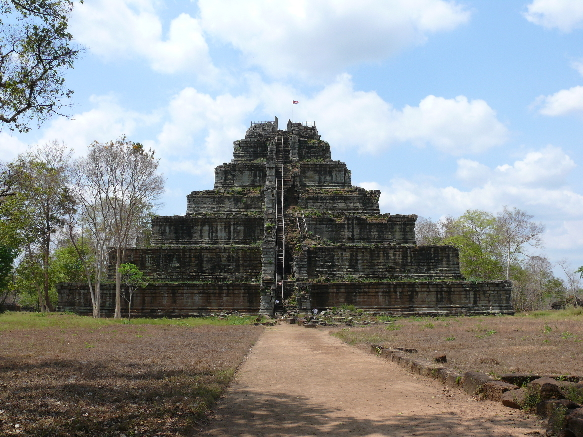
Prasat Prang
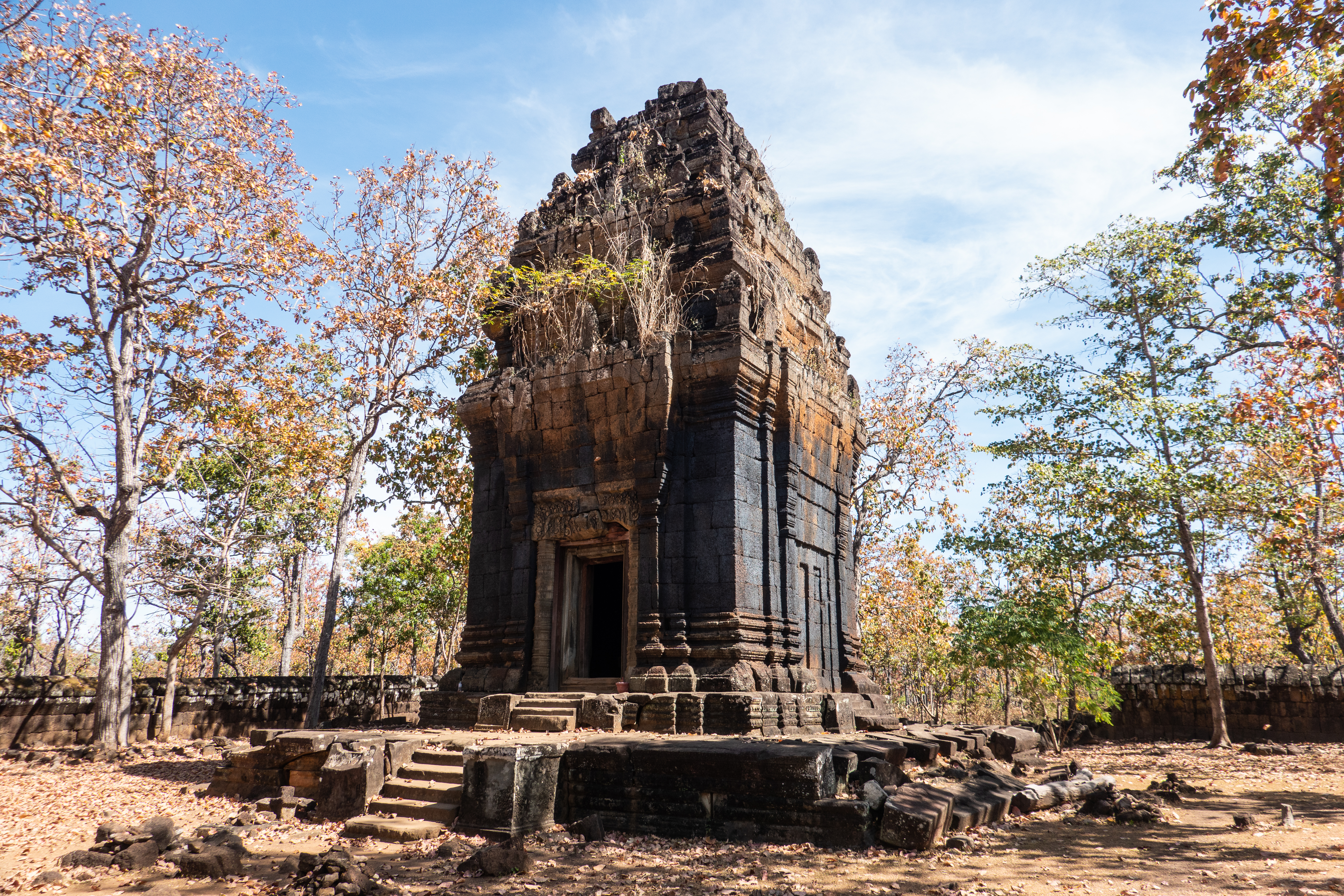
Prasat Neang Khmau
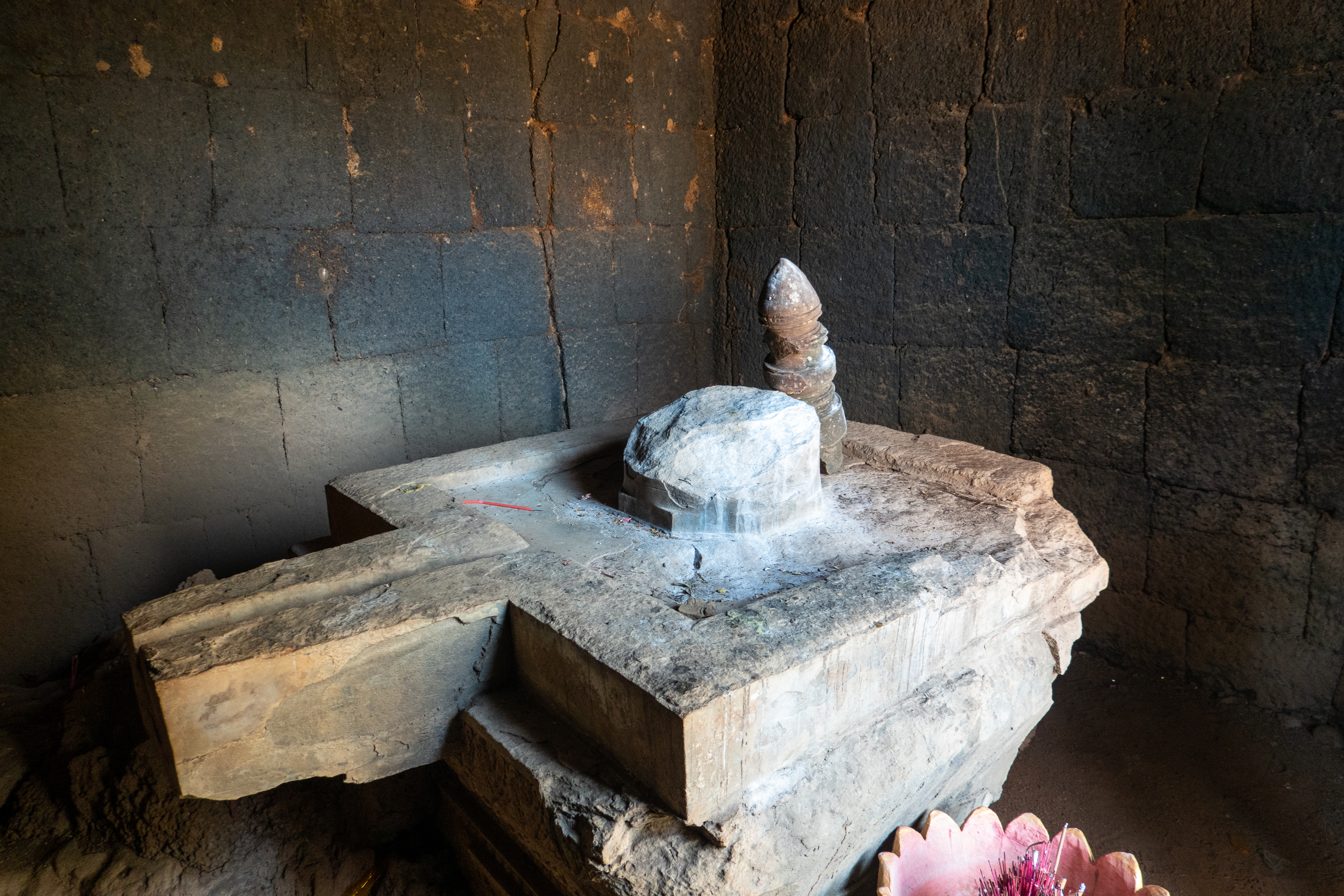
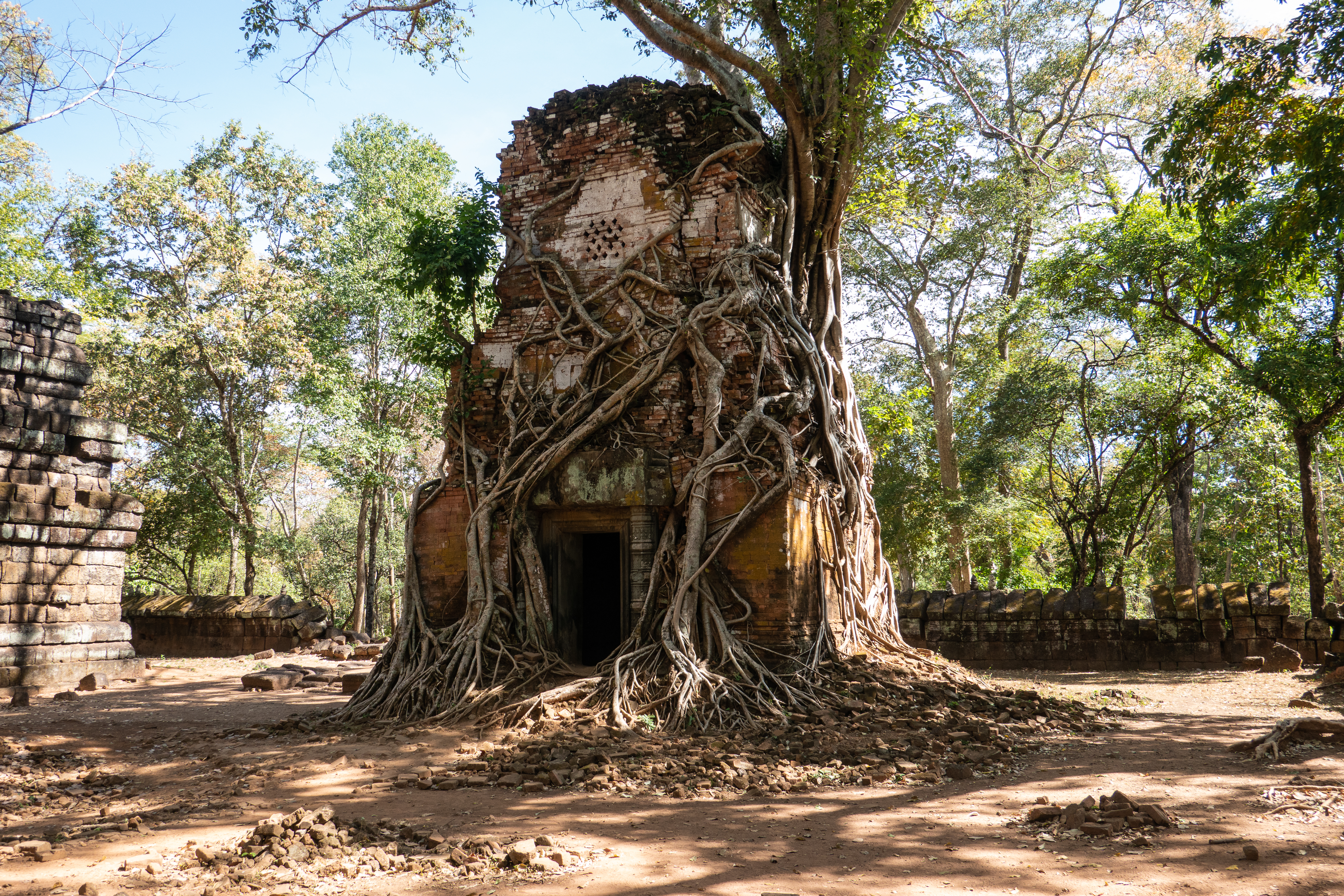
Prasat Pram
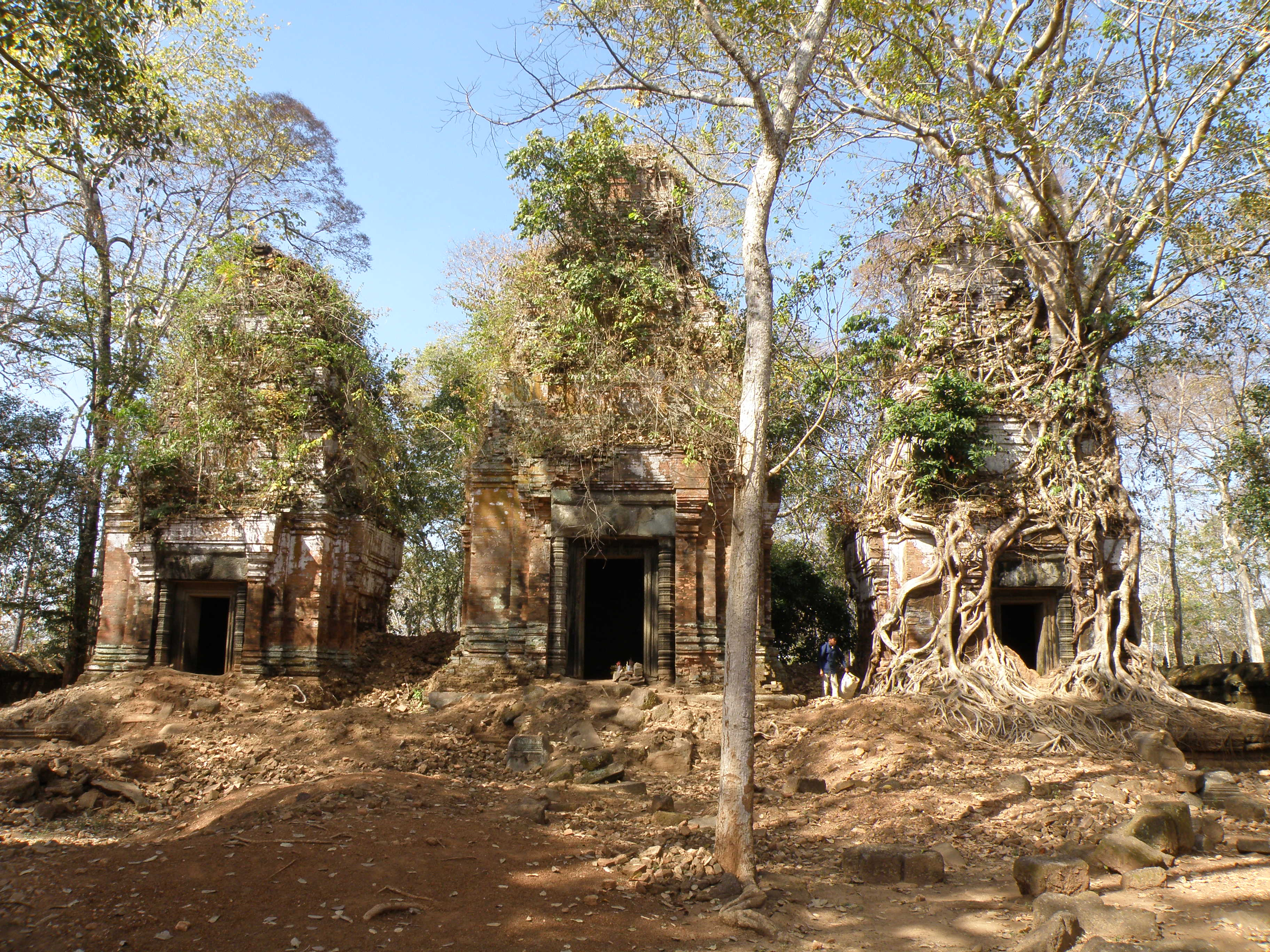
Prasat Bram
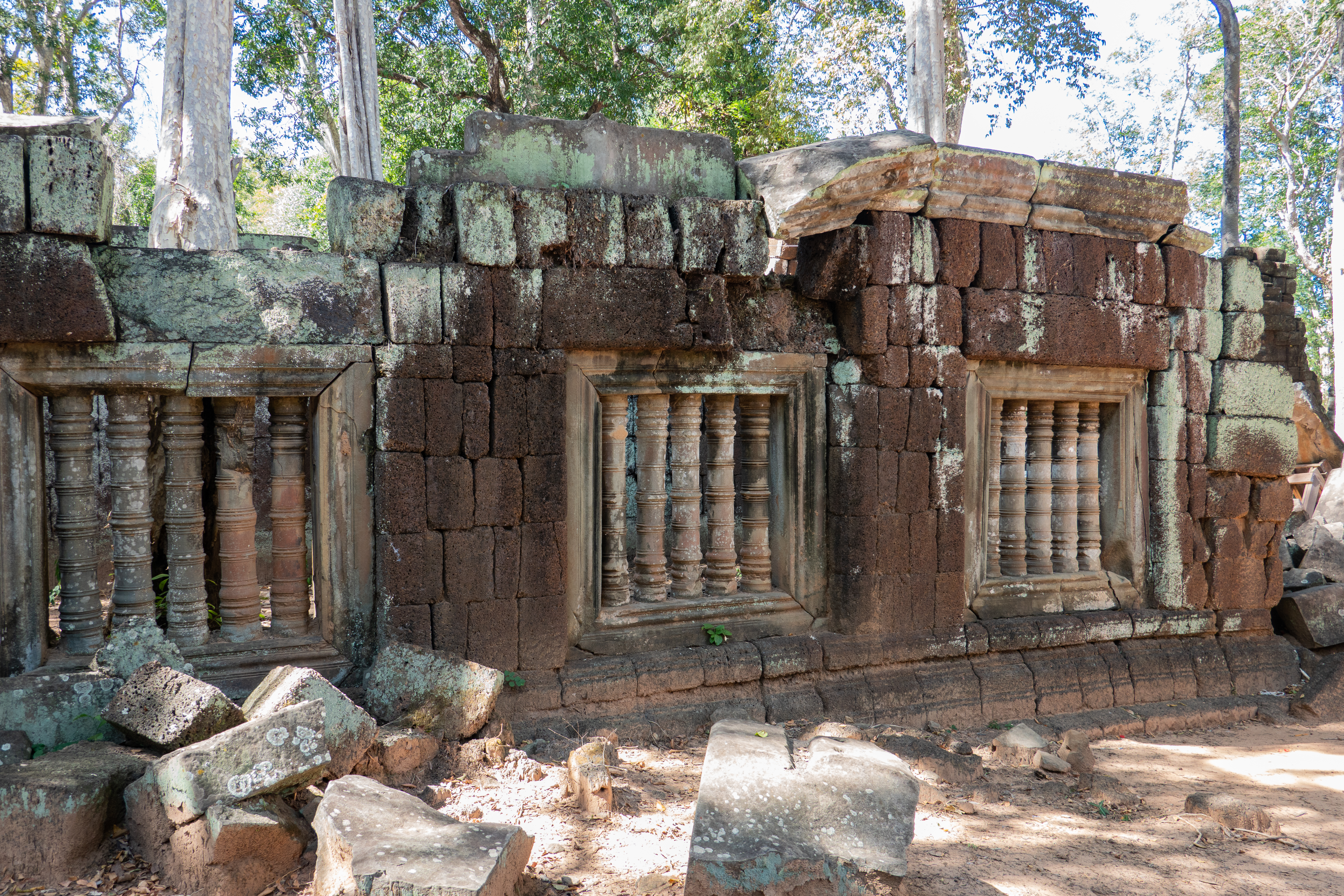